# Mother (テレビドラマ)
『Mother』（マザー）は、2010年（平成22年）4月14日から6月23日まで、日本テレビ系の「水曜ドラマ」枠で放送された日本のテレビドラマ。主演は松雪泰子。脚本の坂元裕二による完全オリジナルストーリー書き下ろし作品。

## 概要
ネグレクトや過剰な母性神話による抑圧をテーマにした社会派サスペンス作品。
本作を書き下ろした坂元裕二によるとテーマは最初に決まっていた一方で、描き方としては1人の人物にフォーカスを当てるか三姉妹の物語にするかどうかで悩んでいた。最終的にどうするか決めかねている初期段階では取り敢えず、長女の奈緒以外の2人の妹の背景や物語も長女と同じくらいの分量で詳細に設定資料へ書き込んでいた。その後、企画段階の話し合いの中で、この長女に関して書き込んだ話だけでも既に一本作れますねとプロデューサーが坂元へ伝えたことで、三姉妹それぞれの背景は変えずに長女の話を軸に脚本を書き下ろしていく方向へ持っていくことができたと坂元は振り返っている。

### 海外展開
トルコ共和国で『ANNE』というタイトルでリメイク版が2016年制作され、トルコ国内で視聴率1位を獲得し、さらには世界35ヶ国に輸出されて世界的なヒットを得るドラマになった。日本のテレビドラマがトルコでリメイクされるのは初のことで、トルコはアメリカ合衆国に次ぐドラマ輸出国である。
加えて、フランス、韓国、ウクライナ、タイランド、中華人民共和国などでも各国がそれぞれ独自に制作した『Mother』リメイクが行われており、そのリメイクされたドラマ群も重ねてヒットし、高視聴率及び多数のドラマ賞を受賞するなどの高評価を受け、2019年（令和元年）時点でアジア10カ国、世界35カ国以上で展開されるなど日本国外で異例の広がりを見せている。さらには、日本での放送から12年が経過した2022年（令和4年）においてもスペイン版リメイクが制作・配信され、スペインで大ヒットを記録している。

### エピソード
- 松雪泰子の連続ドラマ出演は3年ぶりで主演は約12年ぶり。田中裕子は民間放送の連続ドラマ出演は24年ぶり。本作直前まで放送されていたNHK朝ドラ『ウェルかめ』主演の倉科カナは民放プライムタイム連続ドラマは初出演。尾野真千子は民放地上波の連続ドラマではレギュラー初出演｡
- 尾野真千子は、本作の翌年に主演のNHK朝ドラ『カーネーション』にて本作では恋人役であった綾野剛と不倫相手役で再共演。芦田愛菜とは映画『のぼうの城』や2014年（平成26年）放送の『24時間テレビ 「愛は地球を救う」』内で放送されたスペシャルドラマ『はなちゃんのみそ汁』にて母子役で再共演｡
- 芦田愛菜の出世作になった本作において、芦田はオーディションによる書類審査の規定7歳に達しておらず、当初応募を見送っている（当時5歳）。しかし、所属事務所が駄目もとで芦田を推薦し、演技・面接審査を受けさせた結果、既定年齢に達していないにもかかわらずキャスティング担当者を悩ませる結果となり、最終的には急遽オーディション会場に呼ばれた脚本家との協議によって芦田のキャスティングが決定した。年齢差のある役を演じるにあたり、脚本家が栄養失調の設定や役の話し方などに変更を加えている[2]。ちなみに芦田は本作の最終話放送日が6歳の誕生日であった。

## あらすじ
室蘭で渡り鳥の研究をしていた鈴原奈緒は、大学の研究室の閉鎖によりやむなく小学校教諭となり、産休教師の代理として担任を任される。奈緒は他の児童たちと少し違った言動を行う道木怜南を苦手に思い、怜南が児童虐待を受けている様子に薄々気付くも傍観者の立場を取っていた。元の研究職に戻ろうとしていた奈緒は、別の大学の研究室を紹介してくれた准教授と待ち合わせる途中、極寒の中薄着一枚でゴミ袋の中に入れられ捨てられていた怜南を発見する。奈緒は怜南を抱きしめ、誘拐して「母親」になることを決意する。まず漁港で怜南が海に落ち行方不明になったように装い、警察の大捜索が始まる中で二人は札幌駅で寝台特急北斗星に飛び乗り、東京へと逃避行を開始する。車内で奈緒は怜南を自分の「娘」とし、鈴原継美と名付ける｡
途中の駅で、不注意から荷物と所持金を盗まれ途方に暮れた奈緒は以前自分が入所していた児童養護施設「桃の家」に向かう。しかし施設は荒れ果てており、認知症を患った園長の野本桃子が一人いるだけだった。奈緒と継美はしばらくそこで過ごすが、桃子は福祉施設に引き取られることとなり、一時的に記憶が戻り奈緒との思い出を語りながら別れていく｡
奈緒は自分を7歳のときに引き取ってくれた里親である鈴原籐子の経営する会社を訪ね金を借りるが、籐子からは鈴原家に戻るよう諭される。その際、偶然すれ違った実母の望月葉菜は奈緒に気付き、また継美を奈緒の子だと思ってしまう。やがて継美は図書館で出会った葉菜を「うっかりさん」と呼び仲良くなる。ある日、葉菜は新聞記事で継美が「室蘭で行方不明の子供」と知り、その上で奈緒に味方するが、当の奈緒は彼女がかつて自分を捨てた実母と知り怒る。同じ頃、事件を追う雑誌記者の藤吉駿輔も奈緒と一緒にいる継美を見付け、奈緒を恐喝する。しかし継美を守るためどんな手も厭わない奈緒の形相に対し、藤吉はかつて取材対象であった虐待児を救えなかった過去を告白し、この結末を見届けたいとの理由から、以後奈緒に協力的になる。
奈緒と継美は鈴原家に住むようになり、妹の芽衣と果歩も継美を奈緒の子と思い可愛がるものの、いつまでたっても小学校の転校手続きをしない奈緒に籐子は不審感を抱く。悩む奈緒に葉菜が救いの手を差し伸べ、特例による身分を明かさず小学校に編入する方法を教え、継美は登校ができるようになった。その頃室蘭では、死んだとされた怜南の葬儀を終え、怜南の実母である道木仁美は警察から虐待を疑われ一人おびえる暮らしをしていた。ある日、鈴原家にかかった電話を継美がとり、電話の主である仁美の声に思わず「ママ」と答えてしまう。それを聞いていた籐子に奈緒は継美の素性を明かす。凍り付く家族に、奈緒は鈴原家からの養子離縁を申し出て家を出る。また継美は皆の迷惑にならないよう室蘭に帰ろうと一人家を出てしまうが、奈緒は藤吉の協力のもと見つけ出し、葉菜は二人を守りたいと申し出、自宅の理髪店に住まわせた。三人での生活が始まった中、葉菜は奈緒を捨てた理由について、夫への放火殺人で逮捕される前日まで奈緒と一緒に逃げていたためと告げる。また、怜南の実母である道木仁美は、最初から怜南へ強く当たっていたわけではなく、自らを取り巻く環境に適応しきれず、様々な要因が積み重なった結果精神的に追い詰められていったのではないかということが過去の話からわかってくる。
一方、怜南が生きていることに気付いた仁美は、東京に来て怜南を取り戻そうと理髪店に現れる。そこで怜南＝継美は再会した仁美に対し「好きでも嫌いでもないよ。もうママじゃないから」と答える。観念した仁美は室蘭に帰るが、事情聴取に訪れた警察に娘は誘拐されていた事を告発する｡
葉菜は継美のために闇取引で戸籍を買い、三人で新たに家族として暮らすことを奈緒に提案する。戸籍の入金のため伊豆に向かうが、既に警察の捜査の手は伸びており、奈緒は継美と葉菜の目の前で未成年者略取・誘拐罪として逮捕されてしまう｡奈緒の逮捕が報道された後も、籐子は奈緒の養子離縁届は提出しておらず、家族で奈緒を守ることを誓い合う。裁判の結果、奈緒は執行猶予付の判決がおり、継美は室蘭の養護施設「白鳥園」に引き取られていく。同じ頃、仁美もまた保護責任者遺棄罪で逮捕された｡
奈緒の出所後、葉菜は今まで隠していた急性骨髄性白血病のため入院。あと数日の命と知らされると奈緒は彼女を理髪店に連れて帰る。そのとき継美が室蘭の施設から脱走し、理髪店に現れるのだった。葉菜に過去の放火事件についての話をしにいく藤吉。「カっとなっても、娘がまきこまれるかもしれないのに、火を放つわけがなくそれをしたのは、守りたいものがあったから、母と子による母性みたいなものが起こした事件じゃないかと」と藤吉は言うが「そういうの、男の人の幻想ですよ」と否定をして、結局なにも語らないまま話を終える葉菜。
束の間の楽しい時を過ごしたその夜、葉菜は眠る間際に子供のころの奈緒の手を引く情景を思い出し、そのまま息を引き取った。
葉菜の葬儀を籐子に任せ、奈緒は継美を室蘭に帰すことを決断。いやがる継美に奈緒は「必ずまた会える」と諭し、室蘭で別れ際に手紙を託す。そこには12年後の成人した継美に宛て、二人がいつか再会する日への思いが綴られていた。
数年後と思われる最後のシーンでは、互いの手を取る女性二人の後ろ姿とテーブルにはクリームソーダが２つ。

## 登場人物

### 主要人物
鈴原 奈緒（すずはら なお）〈35〉
演 - 松雪泰子
鈴原家の長女。室蘭市の大学で渡り鳥の研究をしていたが、施設の閉鎖により小学校の教諭となる。これまで渡り鳥以外のことに興味・関心を示さず、誰に対しても無愛想で冷たく、人と関わることや会話、子供の相手を苦手としていた。また10年以上も東京の家族と離れて北海道に住み、芽衣の結婚式に欠席の意思を示したり、籐子からの電話には出ないなど家族とも距離を置いていた｡
5歳のときに母親に捨てられ、7歳になるまで児童養護施設で育ち、当時子供のいなかった鈴原夫妻に引き取られている。実の母親の顔を覚えておらず、何故自分が捨てられたのかを知りたがっている。生年月日が1975年（昭和50年）1月31日だという事実は産みの親以外の誰も知らず、本人も施設に入った日(8月14日)を誕生日にしていた。
産休の教師の代理として渋々一年生を受け持つことになり、教え子の怜南に懐かれる。初めは彼女を疎ましく思ったが、会話をしていく中で徐々に気になる存在となる。怜南が虐待を受けていることに気付き、後にゴミ袋に入れられ放置されていた怜南を助けたことをきっかけに怜南を誘拐し、渡り鳥の一種である鶫から「継美」と名付け、疑似親子として逃亡生活を送ることとなる。東京へ向かったもののすぐに生活に行き詰まり、妹達に継美（＝怜南）の存在が知られたため､「自分の娘」として実家に連れ帰り身を寄せる事になる。その際、実母とは知らずに望月葉菜とも再会する｡
仁美の告訴により、伊豆で未成年者略取容疑で逮捕され執行猶予つき判決を受ける。釈放後に怜南と再会するが、程なく彼女を養護施設に戻す決断をする。
道木 怜南（みちき れな）《鈴原 継美（すずはら つぐみ）》〈7〉
演 - 芦田愛菜
奈緒の教え子。誕生日は2002年（平成14年）8月3日。子供ながらどこか現実的な言動をしたり冷静な態度を見せるなど、学校からは「不思議な子」と認識されている。自分の好きな物をメモ帳に書き記し「すきなものノート」として常に持ち歩いている。仁美や真人から虐待を受けながらも健気に耐え、まともな食事を与えられない栄養失調が原因で、小学1年生にして身長104cm、体重15kg、靴のサイズ16.5cmと他の子供より発育面で下回っている｡
夜の喫茶店に一人でいる奈緒と会い、懐くようになる。その後、自宅で仁美に叩かれ、ゴミ袋に入れられ夜の屋外に放置されていたところを奈緒によって助けられると、札幌にある赤ちゃんポストに連れて行ってほしいと懇願するが、「あなたのお母さんになる」と決心した奈緒と共に家を出たのち、「鈴原継美」の偽名を授かる。港で怜南を見かけた漁師に海に落ちたと警察に連絡され、行方不明事件として報じられたあと死亡扱いになったのを機に、自身も今後を「鈴原継美」として生きていく決意をする。仁美のことは「ママ」､奈緒のことは「お母さん」と呼ぶ。
東京で奈緒の妹達に事情を知られ、「奈緒の娘」として奈緒の実家に身を寄せ可愛がられている。図書館で出会った「うっかりさん」こと葉菜にも懐いており､彼女の機転により学校にも通えるようになる。幼いながら奈緒をはじめ大人に非常に気を遣う面があり、奈緒の事を考え一人で室蘭に帰ろうとしたこともあった。
奈緒が逮捕された後は室蘭の養護施設に預けられ再び「怜南」として生活している｡施設に入ってからはそこに馴染み、楽しく暮らしているかに見えたが奈緒を母親として思う気持ちは揺るがないものとなっており、再会を懇願していた｡後に一人で奈緒のもとに向かい、一晩だけの再会を果たす｡

### 怜南の関係者
道木 仁美（みちき ひとみ）〈29〉
演 - 尾野真千子
怜南の実母。夫とは出産後に離婚したが怜南には「天国に行った」と説明している。その後、スナックで出会った真人と付き合う。怜南の相手をまともにせず、娘の私物を勝手に処分したり食事も満足に与えないなど、ネグレクトに近い状態だった。真人が怜南を性的対象として見ているかのような場に遭遇すると、怜南を逆恨みして叩いた上にゴミ袋に入れ外に放置した。怜南が行方不明になった後は、虐待が明るみに出るのを恐れ、以前にもまして深酒を繰り返していた。
かつては真人が現れる前までは良き母親として手料理をふるまうなど怜南に愛情を向けて育てていたが、頼る人が周囲にいない状態のまま生活が困窮し、様々な寂しさを一人で抱え込んでいき、追い討ちとばかりに円満な新しい家庭を作っていた元夫の姿を目の当たりにした事が決定打となり、怜南への対応が変化していった。怜南が奈緒のもとにいることを確信し東京で再会するも、怜南の心が既に自分にはない事を目の当たりにし、我が子を連れ去った奈緒を警察へ告訴するが、その後自身にも自業自得だが虐待容疑で逮捕状が出され、警察に逮捕される。心の底では怜南に対して罪悪感を持っている様子もあり、逮捕の際に初めて後悔を露わにしている。
浦上 真人（うらがみ まさと）〈29〉
演 - 綾野剛
仁美の愛人。親の援助でスナックを経営しているが経営は上手くいってない。仁美の家に入り浸ってはゲームをしたり、ひそかに怜南を遊び半分で虐待したりしている。仁美が目を離しているうちに怜南を性的対象に見ていると思われる行動も取り、それを見た仁美は逆上し怜南を捨ててしまうこととなった。怜南が死亡扱いとされた際には自分の行動を悔やむ様子も見られる。仁美が逮捕される前に虐待容疑で警察から逮捕状が出ており、その後逮捕された模様。

### 藤吉家
藤吉 駿輔（ふじよし しゅんすけ）〈33〉
演 - 山本耕史
雑誌『週刊サプライズ』の記者。仕事柄、相手に対して失礼な事も平然と言う無遠慮な面がある。鋭い観察力・観察眼の持ち主で、怜南の行方不明後も仁美が悲しんでいないことを一目で見抜いた。大学で兄の健輔を待っている奈緒と会ったことがあり、怜南の事件について取材をしていく中で奈緒が関わっているのを知り、口止め料を要求し二人に付きまとうようになる。その真意は、以前に幼児虐待の取材で知り合い、懐かれていた被害児童が父親に蹴り殺されるという事件を経験していたためであり、奈緒のしている事はかつて自分が出来なかった事だと考え、その行く末を見届けたいと奈緒に告白する。その後は、虐待児を救えなかった自身の後悔に報いるかのように様々な場面で奈緒や鈴原家に積極的に手を貸す存在となる｡
藤吉 健輔（ふじよし けんすけ）〈38〉
演 - 田中実
大学の准教授で駿輔の兄。大学の学生曰く「奈緒に惚れている」らしい｡奈緒と同じく渡り鳥の研究をしている。奈緒の論文を高く評価し自身の研究室に誘う。弟の駿輔に対しては疎ましい態度を取る。

### 鈴原家
鈴原 芽衣（すずはら めい）〈26〉
演 - 酒井若菜
鈴原家の次女。自分を「打算的」と称し、できちゃった結婚の相手である資産家・圭吾との結婚式を控えている。結婚式に欠席の意思を示した奈緒に対し、相手側の家柄や両親のことを考え怒るも、東京に居ると知って会いに行く。幼い頃から籐子が自分以上に奈緒に対して優しく気にかけているのを快く思っていなかったが、奈緒が一時的に戻り再び生活を共にする中で姉としての奈緒の包容力や家族に対する思いを感じ、次第に心を開き慕うようになる。妊娠した胎児の心臓に障害がある事を知ると即座に中絶を希望するも、手術当日になって泣き崩れ中絶はしなかった。その後、中絶に何の抵抗感も示さなかった圭吾とは別れ、子供を生み育てていく決意をする。しかし、最終的には圭吾が芽衣のもとを訪れ、再び一緒になる。
鈴原 果歩（すずはら かほ）〈22〉
演 - 倉科カナ
鈴原家の三女。明るい性格の持ち主で、幼馴染の耕平と交際している。奈緒の行方が分からなくなったのを心配し、室蘭や東京に足を運ぶなどの行動も見せる。奈緒が血の繋がっていない姉と知るも、その事実を受け入れそれまでとなんら変わりなく奈緒と接する。奈緒の鈴原家からの離縁届けの際でも最後まで反対し続ける程、奈緒を姉として強く慕っている。
鈴原 籐子（すずはら とうこ）〈55〉
演 - 高畑淳子
鈴原三姉妹の母。東京にある会社を経営している社長。女手一つで三姉妹を育て、何よりも娘たちのことを優先し大事にしている。音信不通となっている奈緒を心配している。東京に戻った奈緒から継美（＝怜南）の存在を告げられ困惑するも、孫が出来たと喜び可愛がる。実は奈緒とは血の繋がりがなく、子供がいなかった時に児童養護施設で育った当時7歳の奈緒を引き取った。当初は心を開かない奈緒を引き取るのを周囲から勧められなかったが迎える決断をし、強い愛情を向けて育てた。その為か奈緒に対して特段、親子の繋がりを強く意識した行動が目立つ。葉菜とは面識があり時折会う事もあるが、奈緒を手放した葉菜の行動を強く非難しており、葉菜が奈緒や怜南に近づいている事を知り激昂する。しかし鈴原家を出た奈緒が再び葉菜といることを知ると、葉菜と奈緒の絆を感じ、互いに理解し合う仲になる。

### その他
望月 葉菜（もちづき はな）〈55〉
演 - 田中裕子
奈緒を捨てた実母で、理髪店「スミレ」を経営している。30年前に夫（奈緒の父親）を殺害した罪で懲役15年の実刑判決を受け、栃木刑務所に13年間服役していた。東京に戻った奈緒とすれ違い、ひと目でわが子と悟った。籐子から奈緒とは一切会わないよう言われていたが、継美（＝怜南）を奈緒の娘だと思い、ついつい一緒に遊ぶなどしてしまう。怜南からは「うっかりさん」と呼ばれている。急性骨髄性白血病に侵されているが、自分の体の事は常に後回しで、怜南が「室蘭で行方不明の子供」だと知った後も辛い思いをさせた奈緒に報いるかのように、奈緒と怜南が普通の暮らしを手に入れるため全力で行動する。その為には手段を厭わず、戸籍売買などの行動にも走る。最後は奈緒や怜南と家族のように束の間の楽しい時を過ごした後、息を引き取った｡
野本 桃子（のもと ももこ）〈79〉
演 - 高田敏江
かつて奈緒が育てられた児童養護施設『桃の家』の元園長。現在も施設に住んでいるが、既に認知症が進行しており、市の介護施設に入所することが決まっている。
木俣 耕平（きまた こうへい）〈22〉
演 - 川村陽介
果歩の幼馴染みで彼氏。温厚でとぼけた面があり、果歩達に度々からかわれる事もある｡
袖川 珠美（そでかわ たまみ）〈36〉
演 - 市川実和子
大学病院の医師で、葉菜の主治医。
加山 圭吾（かやま けいご）〈33〉
演 - 音尾琢真
芽衣の婚約者。重病を抱えた子を中絶しなかった芽衣への不同意や親からの反対により徐々に離れ、一旦は別れる事となるが最終的には芽衣との暮らしを選択する。
日野（ひの）
演 - 長谷川公彦
刑事。
香田（こうだ）
演 - 吉田羊
刑事。
恩田 克子（おんだ かつこ）〈69〉
演 - 五月晴子
良き母親だったころの仁美を知っており、聞き込みをする駿輔に当時の様子を語る。
多田 平三（ただ へいぞう）〈80〉
演 - 高橋昌也
葉菜に理髪店を譲った元刑事。かつて葉菜の事件の取り調べを担当した。

## スタッフ
- 脚本 - 坂元裕二
- 演出 - 水田伸生、長沼誠
- 音楽 - REMEDIOS
- 主題歌 - hinaco「泣き顔スマイル」(rhythm zone)
- サウンドデザイン - 石井和之
- VFXスーパーバイザー - 小田一生
- チーフプロデューサー - 田中芳樹
- プロデューサー - 次屋尚、千葉行利
- 制作協力 - ケイファクトリー
- 製作著作 - 日本テレビ

## 放送日程
| 各話                                                       | 放送日  | サブタイトル                          | 演出     | 視聴率 |
| ---------------------------------------------------------- | ------- | ------------------------------------- | -------- | ------ |
| 第1話                                                      | 4月14日 | 児童虐待からの脱出 渡り鳥になった二人 | 水田伸生 | 11.8%  |
| 第2話                                                      | 4月21日 | 居場所のない二人                      | 水田伸生 | 12.0%  |
| 第3話                                                      | 4月28日 | 母の手のぬくもり                      | 水田伸生 | 12.8%  |
| 第4話                                                      | 5月05日 | 学校へ行かせたい                      | 長沼誠   | 10.0%  |
| 第5話                                                      | 5月12日 | 二人の“母親”                          | 水田伸生 | 11.9%  |
| 第6話                                                      | 5月19日 | さよならお母さん                      | 水田伸生 | 13.9%  |
| 第7話                                                      | 5月26日 | あの子を返して!                       | 長沼誠   | 12.4%  |
| 第8話                                                      | 6月02日 | 断ち切れない絆                        | 長沼誠   | 14.0%  |
| 第9話                                                      | 6月09日 | 引き裂かれる二人                      | 長沼誠   | 12.2%  |
| 第10話                                                     | 6月16日 | ひと目会いたい                        | 水田伸生 | 14.8%  |
| 最終話                                                     | 6月23日 | ずっと愛してる                        | 水田伸生 | 16.3%  |
| 平均視聴率 12.9%（視聴率は関東地区・ビデオリサーチ社調べ） |         |                                       |          |        |

- 初回は22時 - 23時24分の30分拡大放送。
- 最終回は22時 - 23時9分の15分拡大放送。

## 受賞・評価
オリジナル
- 第65回ザテレビジョンドラマアカデミー賞[11]
  - 最優秀作品賞
  - 主演女優賞（松雪泰子）
  - 助演女優賞（田中裕子）
  - 監督賞（水田伸生）
  - 脚本賞（坂元裕二）
  - ザテレビジョン特別賞·新人賞（芦田愛菜）
- 東京ドラマアウォード2010[12]
  - 作品賞＜連続ドラマ部門＞ 優秀賞
  - 主演女優賞（松雪泰子）
  - 助演女優賞（尾野真千子）※NHK広島『火の魚』の演技と合わせて｡
  - 脚本賞（坂元裕二）
  - 特別賞（芦田愛菜）
- ギャラクシー賞
  - 2010年6月度月間賞
  - 第48回（2010年度）テレビ部門 選奨
- 第37回放送文化基金賞
  - テレビドラマ番組部門 テレビドラマ番組賞
- 第19回橋田賞（坂元裕二）
- MIPCOM BUYERS' AWARDS2010
  - 審査員特別賞
- Yahoo! JAPANで実施された2010年春ドラマ満足度ランキングでは､全体投票率の22%（14805票）の支持を得て1位に選ばれた｡
- 上海テレビ祭マグノリア賞
  - アジアテレビ連続ドラマ交流記念賞[13]

トルコ版
- 東京ドラマアウォード2017 海外特別賞

## トルコのテレビドラマ
『ANNE』のタイトルで、2016年（平成28年）10月から2017年（平成29年）6月までスターTVで放映された。トルコ国内向けでは2時間枠で、全33話が放送。国外向けには1時間枠で、全85話に編集され配給された。
2020年（令和2年）7月からは『Mother』の邦題で日本のLaLa TVで放送された。同年9月からはBS日テレでも放送。

### キャスト
ゼイネプ
演 - ジャンス・デレ
写真家。パートで学校に勤めている
メレク／トゥルナ
演 - ベラン・ギョキルデ
学校でゼイネプと会う。
シューレ
演 - ゴンジャ・ヴスラテリ
メレクの実母
ジェンギズ
演 - ベルカイ・アテシュ
シューレの同棲相手
ジャーヒデ
演 - ギュレナイ・カルカン
ゼイネプの養母。弁護士。
ギョニュル
演 - ヴァーヒデ・ペルチン
ゼイネプの実母

## 韓国のテレビドラマ
2018年（平成30年）1月から3月までtvNで放送された、同名のテレビドラマを原作とした連続テレビドラマ。
日本では、『マザー〜無償の愛〜』の邦題で2019年（平成31年）2月に日テレプラスで初放送され、その後、BS日テレでも放送された。

### キャスト
カン・スジン
演 - イ・ボヨン
キム・ヘナ
演 - ホ・ユル
チャ・ヨンシン
演 - イ・ヘヨン
ナム・ホンヒ
演 - ナム・ギエ
チョン・ジンホン
演 - イ・ジェユン
ウンチョル
演 - キム・ヨンジェ
シン・ジャヨン
演 - コ・ソンヒ
イ・ソラク
演 - ソン・ソクク
イ・チャングン
演 - チョ・ハンチョル
カン・イジン
演 - チョン・ヘジン
カン・ヒョンジン
演 - コ・ボギョル
ジェボム
演 - イ・チョンヨル